# یوفرازیا دونلی
یوفرازیا دونلی (به انگلیسی: Euphrasia Donnelly) (زادهٔ ۶ ژوئن ۱۹۰۵) شناگر اهل ایالات متحده آمریکا است.